# Clan Proietti
Il Clan Proietti (conosciuti anche come i Pesciaroli) era un'organizzazione criminale romana, operante in città tra la fine degli anni sessanta e gli inizi degli anni ottanta del XX secolo.
Agli inizi degli anni ottanta furono protagonisti di una sanguinosa guerra contro il clan rivale della Banda della Magliana che vide il Clan Proietti soccombere con gravissime perdite, colpiti da una serie di omicidi e tentativi di omicidio.

## Storia

### Il clan
Originari del quartiere romano di Monteverde e titolari di banchi del pesce ai mercati rionali di piazza San Giovanni di Dio  e di via Donna Olimpia, i Pesciaroli, chiamati così appunto per via della loro attività, erano gestori di alcune case da gioco e, soprattutto, dediti ad attività illecite quali l'usura e la gestione delle scommesse clandestine.
La loro struttura era formata essenzialmente da fratelli, cugini e consanguinei. Capofamiglia era Giovanni Proietti, nato nel 1907 e padre di undici figli, tra cui, attivi nella banda c'erano: Fernando detto er Pugile, Maurizio detto er Pescetto, Mario detto Palle d'oro ed Enrico. Altri componenti significativi del clan erano: il cugino Enrico detto er Cane (figlio di Mariano, il fratello di Giovanni Proietti) e i suoi tre figli: Mauro, Orazio e Mariano.

### La guerra con la Banda della Magliana
Ben inseriti nell'ambiente degli ippodromi romani, i Proietti erano molto vicini al boss Franco Nicolini, conosciuto come Franchino er criminale e gestore delle scommesse clandestine nell'ippodromo romano di Tor di Valle.  Nicolini venne ucciso a colpi di pistola da alcuni componenti della neonata Banda della Magliana che da allora impose il suo controllo nel mondo delle scommesse romane, i Pesciaroli persero di colpo tutti i privilegi derivanti dal controllo di quel territorio.
Il 13 settembre del 1980 arrivò la loro vendetta verso chi aveva osato privarli di quel redditizio giro di scommesse. Fernando Proietti detto il Pugile e Maurizio Proietti detto il Pescetto attesero che Franco Giuseppucci, detto er Negro e boss della Banda della Magliana, uscisse dalla sala biliardo del bar Castelletti di piazza San Cosimato (a Trastevere) e, mentre stava per avviare il motore della sua Renault 5, lo ferirono con un solo colpo alla coscia per poi sparire in sella ad una moto Honda 500. Giuseppucci nonostante fosse ferito gravemente, riuscì ad arrivare in ospedale crollando tra le braccia degli infermieri e morendo successivamente in sala operatoria. Il loro piano prevedeva anche l'esecuzione di un altro componente della banda, Domenico Zumpano detto Mimmo il biondo, amico e accompagnatore del Negro che, però, non venne trovato.
Il 27 ottobre 1980, mentre Enrico er Cane stava per salire in macchina, una Fiat 132 lo affiancò e partirono alcuni colpi di pistola e di fucile che gli trapassarono un polmone ferendolo.
Il 27 febbraio e il 31 ottobre del 1980, prima Orazio e poi suo padre Enrico er Cane vennero entrambi feriti in due agguati, dai quali riuscirono comunque a salvarsi.
Andò peggio invece a Orazio Benedetti, collaboratore legato ai pesciaroli, che il 23 gennaio del 1981 venne freddato in una sala giochi di via Rubicone, al quartiere Salario, reo di aver brindato alla notizia dell'uccisione di Giuseppucci; Edoardo Toscano gli sparò alla testa con una pistola coperta da un impermeabile.
La sera del 16 marzo 1981, Maurizio detto il Pescetto e suo fratello Mario detto Palle d'oro (quest'ultimo già sfuggito ad un altro agguato il 12 dicembre 1980), mentre in compagnia delle rispettive famiglie facevano rientro alle loro abitazioni di via di Donna Olimpia vennero intercettati da due componenti della Banda della Magliana (Antonio Mancini e Marcello Colafigli) e, nello scontro a fuoco che ne seguì, Maurizio fu colpito a morte.
Nell'elenco del Clan da eliminare ce n'era ancora uno, Fernando Proietti, che s'era salvato perché arrestato la sera stessa dell'omicidio Giuseppucci. Quando lasciò il carcere, nel 1982, quelli della Magliana si misero subito sulle sue tracce e venne assassinato il 30 giugno del 1982.
Infine, anche Mariano (figlio di Enrico), venne ucciso il 14 dicembre 1982 ma, stavolta, da elementi estranei alla Banda della Magliana.

## I Gemito
La figura dei Proietti ha ispirato i personaggi della famiglia Gemito nel libro Romanzo criminale, scritto nel 2002 da Giancarlo De Cataldo e nell'omonimo film diretto nel 2005 da Michele Placido, entrambi liberamente tratti dalle vicende realmente avvenute della Banda della Magliana. Nella serie televisiva, diretta da Stefano Sollima, i panni dei fratelli Gemito verranno vestiti da Alberto Gasbarri (Remo) e da Simone Mori (Maurizio).